# Marcusenius ghesquierei
Marcusenius ghesquierei es una especie de pez elefante eléctrico en la familia Mormyridae presente varios afluentes de la cuenca del Congo, especialmente en los Ruki y Tshuapa; puede alcanzar un tamaño aproximado de 109 mm.
Respecto al estado de conservación, se puede indicar que no existen antecedentes en la IUCN para catalogar a esta especie en alguna categoría.